# John Howard
John Winston Howard (Sídney, Nueva Gales del Sur; 26 de julio de 1939) es un político australiano fue el 25°. primer ministro de Australia desde 1996 hasta 2007, año en el que también dejó de ser líder del Partido Liberal. Fue miembro de la Cámara de Representantes de Australia desde 1974 por la circunscripción de Bennelong, hasta su derrota en las elecciones de 2007, en las que venció la laborista Maxine McKew.
Sus sucesivas reelecciones en 1998, 2001 y 2004 le han convertido en el segundo primer ministro de Australia hasta la fecha que más tiempo ha ocupado el cargo, tan solo superado por Sir Robert Menzies.

## Primeros años
Se crio en Earlwood, un suburbio de Sídney. Su padre, Lyell Howard, y su abuelo paterno, Walter Howard, eran ambos veteranos de la Primera Guerra Mundial. Más tarde, establecieron una gasolinera y un taller mecánico en Dulwich Hill, en los que Howard trabajó de niño. Lyell Howard murió cuando John era sólo un adolescente, y la madre de John tuvo que hacerse cargo de él y de sus tres hermanos.
Cursó la educación secundaria en el Canterbury Boys' High School; posteriormente se graduó en Derecho por la Universidad de Sídney y en 1963 se inició en la profesión legal como fiscal del Tribunal Supremo del estado de Nueva Gales del Sur. Entre 1968 y 1974 ejerció en un bufete de abogados.
En 1971 contrajo matrimonio con Janette Parker, con quien tuvo tres hijos: Melanie (1974), Tim (1977) y Richard (1980).

## Carrera política
Su actividad política comenzó en 1962 como miembro de la sección juvenil del Partido Liberal de Australia (LP, de ideología conservadora) y diez años después se convirtió en vicepresidente del partido en Nueva Gales del Sur y miembro de su Consejo Federal. Diputado desde 1974 en la Cámara de Representantes del Parlamento Federal por la circunscripción de Bennelong, en el distrito metropolitano de Sídney, Howard participó luego en los gobiernos liberales de Malcolm Fraser.
Fue ministro de Comercio y Consumo del 22 de diciembre de 1975 al 17 de julio de 1977, ministro adjunto al primer ministro y Secretario de Estado para negociaciones comerciales hasta el 20 de diciembre de 1977 y finalmente Ministro del Tesoro del 19 de noviembre de 1977 al 11 de marzo de 1983, cargo de especial responsabilidad que le catapultaría al primer plano político. Durante cuatro días en febrero de 1979 se hizo cargo también, con carácter interino, del Ministerio de Finanzas.
El 8 de abril de 1982 fue elegido vicelíder y el 5 de septiembre de 1985 líder del LP, posición que mantuvo hasta el 9 de mayo de 1989, cuando su máximo rival dentro del partido, Andrew Peacock, que ya sucediera como líder a Fraser en 1983, le arrebató el puesto en un golpe interno. Tras un infructuoso intento de hacerse con las riendas liberales en 1993, Howard anunció su renuncia a liderar el partido de nuevo, pero el 30 de enero de 1995 este, que se resentía de doce años ya de estancia en la oposición, le eligió para sustituir a Alexander Downer, que llevaba solo ocho meses en el puesto. En 1988, Howard expresó sus opiniones controversiales contra el nivel de inmigración de personas de orígenes asiáticas a Australia. Muchas personas australianas le consideran esas opiniones racistas. 
Durante los gobiernos del Partido Laborista (ALP) encabezados por Robert Hawke y Paul Keating, Howard integró el shadow cabinet (ejecutivo paralelo, simbólico, de la oposición en el Parlamento) liberal como ministro del Tesoro (16 de marzo de 1983 a 5 de septiembre de 1985), de Industria, Tecnología y Comercio (28 de octubre de 1989 a 11 de abril de 1990), de Relaciones Industriales, Empleo y Formación (11 de abril de 1990 a 7 de abril de 1993, coincidiendo con su presidencia del Grupo parlamentario para la reforma del mercado laboral) y de Relaciones Industriales (7 de abril de 1993 a 31 de enero de 1995).
Preclaro partidario de una economía de mercado con mínima presencia del Estado, de cara a las elecciones parlamentarias federales del 2 de marzo de 1996, Howard alcanzó un pacto de coalición con el también conservador y de implantación rural Partido Nacional (ANP), liderado por Tim Fischer, alianza que ya había funcionado en el Gobierno de Nueva Gales del Sur hasta 1995. La fórmula, con gran predicamento entre la población agropecuaria del interior, resultó eficaz para desbancar a los laboristas y venció con el 46,9% de los votos y 94 de los 148 escaños.
El LP en solitario se aseguró, no obstante, una mayoría absoluta de 76 escaños, aunque en porcentaje de voto quedó empatado con el ALP, exactamente en el 38,7% (el sistema electoral australiano es estrictamente mayoritario para la Cámara de Representantes, a la que acceden los candidatos ganadores en las circunscripciones uninominales). Howard formó un gobierno de coalición y el día 11 prestó juramento como primer ministro.

## Primer ministro de Australia (1996-2007)
El Gobierno de Howard aprobó unos presupuestos de austeridad para reducir el déficit público y aceleró las políticas liberales que ya venían aplicando los gobiernos laboristas en forma de privatizaciones, desarmes arancelarios y desregulaciones en el sistema bancario, que ahora se extendieron a todo el sector privado en aras de una mejor competitividad en los mercados internacionales.
Asimismo, introdujo una ambiciosa reforma fiscal basada en la introducción de un impuesto plano del 10% sobre los bienes y servicios, a cambio de una disminución general de los tributos. Los recortes en el gasto afectaron sobre todo a las partidas sociales, viéndose afectados tanto los australianos anglosajones como los aborígenes (éstos en mayor medida) y los inmigrantes.

El primer ministro Howard en la Casa Blanca, junto al Presidente de los EE. UU. George W. Bush en 2006.

Los extranjeros vieron la reducción de la cuota anual de entrada en el país, el endurecimiento de las condiciones para la obtención del permiso de residencia y, los ya integrados, el recorte de sus prestaciones públicas. Las dificultades en la salvaguardia de los derechos de los aborígenes -unos 350.000, apenas suponen el 2% de la población- y el notorio aumento de las diferencias sociales brindaron argumentos a la oposición laborista, que advirtió contra el abandono de dos arraigadas tradiciones nacionales, el multiculturalismo y la solidaridad social.
A pesar de que los períodos de sequía alarmaban a una parte de la población, John Howard era escéptico del clima y decididamente liberal en cuestiones económicas, rechazando cualquier reforma que pudiera comprometer los intereses de la industria minera
Howard dinamizó las relaciones exteriores de Australia con sus vecinos inmediatos, teniendo el componente comercial un papel cada vez más importante. Así, si en 1974 el continente asiático proveía el 36% de las importaciones y era cliente del 52% de las exportaciones australianas, veinticinco años después estas cifras ascendían al 43% y el 59%, respectivamente, situándose Estados Unidos y el conjunto de la Unión Europea muy rezagados en el volumen de los intercambios.
Este primer ministro australiano no solo ha sido uno de los más conspicuos líderes de la Cooperación Económica del Asia-Pacífico (APEC), sino que ha expresado su deseo de ingresar en la Asociación de Naciones del Sureste Asiático (ASEAN), hasta el presente un club comercial estrictamente asiático. No obstante, la importancia primordial que su Gobierno ha concedido a la alianza con Estados Unidos (país al que Howard prestó su primera visita oficial del 9 al 13 de julio de 1999) en el seno del Tratado de Seguridad del Pacífico o ANZUS, suscrito también por Nueva Zelanda, ha levantado suspicacias entre algunos países asiáticos sobre el talante de aquellos afanes integracionistas.
En añadidura, la economía australiana, a pesar de las orientaciones comerciales y turísticas, no se resintió de los embates financieros y monetarios de 1997-1998 que hicieron tambalear al Sureste Asiático, gracias al mantenimiento de las exportaciones a Japón (aunque este país también sufrió una grave recesión), la inserción de Australia en los mercados financieros occidentales y la propia diversificación de sus mercados comerciales.
Sobrio padre de familia que se presenta a sí mismo como un "radical en lo económico" y un "tradicionalista en lo social", Howard convocó a elecciones anticipadas para el 3 de octubre de 1998 aduciendo como razón la inestabilidad económica regional. Aunque el LP acudió a los comicios con un impopular programa de reforma fiscal, centrado en la aplicación de un impuesto al consumo del 10% y en la simplificación de los tramos impositivos del sistema vigente desde los años treinta, la coalición gubernamental fue capaz de mantener una mayoría absoluta de ochenta escaños, catorce menos que en 1996, si bien el LP cayó al 34,1% del voto y perdió doce escaños, siendo ampliamente superado por el ALP. Howard, que renovó su escaño por undécima vez consecutiva, formó su segundo Gobierno el 18 de octubre.
La cuestión de un mayor peso político de Australia en el Pacífico Sur y el Sudeste Asiático, en consecuencia con la creciente asiatización de los tratos comerciales, que Howard había asumido con prudencia cuando llegó al poder en 1996, se planteó con la máxima relevancia en 1999 durante la crisis de Timor Oriental.

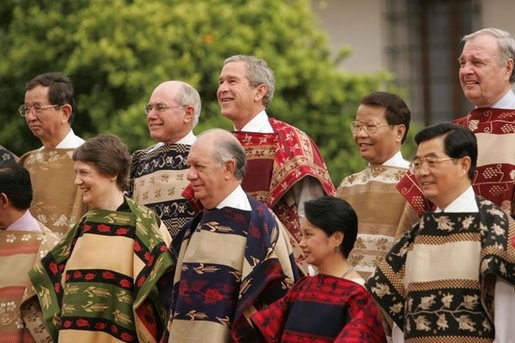
John Howard junto con algunos líderes de la APEC en Santiago de Chile, el 21 de noviembre de 2004.
De izq. a der.:el enviado especial por Taiwán Yuan T. Lee, la Primera Mtra. de Nueva Zelanda Helen Clark, el Primer Mtro. de Australia John Howard, el Pte. de Chile Ricardo Lagos, el Pte. de EE. UU. George W. Bush, la Pta. de Filipinas Gloria Macapagal-Arroyo, el Pte. de Vietnam Tran Duc Luong, el Pte. de China Hu Jintao y el Primer Mtro. de Canadá Paul Martin.

Muy reluctante a las demandas de autodeterminación para la ex-colonia portuguesa, anexionada por Indonesia en 1976, Howard mantuvo unas cordiales relaciones con el régimen del presidente Suharto, pero su dimisión forzada en 1998 y el inmediato deterioro de las condiciones en la isla, de la que empezaron a llegar refugiados que huían de la campaña de terror desatada por las milicias proindonesias, le obligaron, primero, a aceptar la ilegalidad de la ocupación indonesia y el derecho a la independencia del territorio, y, segundo, a asumir responsabilidades frente a un foco de inseguridad y desestabilización regional de alcance impredecible.
Conforme a la resolución del Consejo de Seguridad de la ONU del 15 de septiembre y con el rechazo de algunos países, particularmente Malasia, que habrían preferido un liderazgo asiático, Australia se erigió en cabeza de la Fuerza Internacional (INTERFET), que el 20 de septiembre empezó a ocupar la isla para restaurar el orden y crear las condiciones que permitiesen la llegada de una futura misión de Naciones Unidas y la creación de una administración provisional hasta el acceso a la independencia, solicitado por los timoreses en el referéndum del 30 de agosto anterior.
Con un dispositivo militar propio de una potencia regional, Australia aportó el grueso de los medios logísticos para la operación y, entre soldados de tierra, efectivos navales y personal de apoyo, comprometió a 4500 soldados, el mayor contingente de entre los países implicados. Este compromiso sin precedentes con la seguridad de la región levantó no pocas controversias dentro del país y en Indonesia acusaciones directas a Howard de practicar un "imperialismo australiano".

Australia se mantuvo presente en las crisis de 2000 en Fiyi e Islas Salomón, en el primer caso aplicando sanciones (pero absteniéndose a intervenir directamente) en protesta por la deposición forzada del primer ministro, y en el segundo enviando un operativo aeronaval para evacuar a los residentes extranjeros a causa de la violencia entre milicias rivales.
Precisamente la cuestión de qué identidad debe adquirir Australia, la de avanzada anglosajona-occidental en el Pacífico Sur o la de Estado pluricultural con vocación asiática, sobrevoló el debate nacional sobre el mantenimiento de la monarquía o el establecimiento de un sistema republicano. Howard apostó enérgicamente por mantener el último y simbólico lazo que ciñe la soberanía australiana al Reino Unido: la fidelidad a la Corona británica ocupada por Su Majestad la Reina Isabel II.
El 13 de febrero de 1998 la Convención Constitucional de 152 delegados que estudiaba el caso votó, por 89 contra 52, a favor de establecer la república como sistema de gobierno, aunque terminó sus trabajos precisando, con 73 votos contra 57, que el presidente (el cual sustituiría al Gobernador General y ejercería la jefatura del Estado) sería elegido, no por sufragio universal, sino conjuntamente por el primer ministro y el líder de la oposición a partir de candidatos públicamente postulados y con la aprobación final del Parlamento.

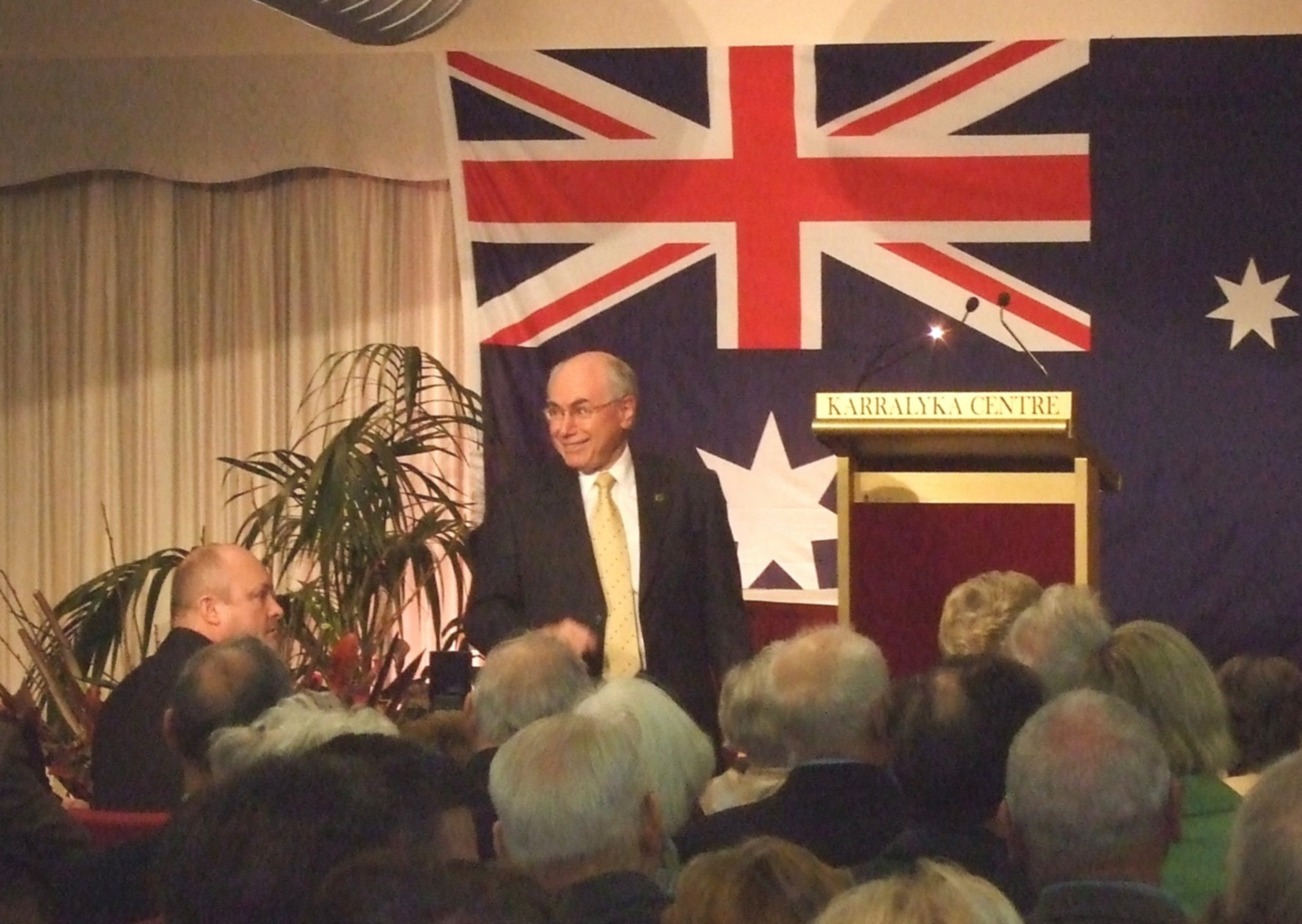
John Howard en un encuentro en Melbourne, el 31 de agosto de 2007

El modelo definido por la Convención fue sometido a referéndum nacional el 6 de noviembre de 1999 y, como vaticinaban las encuestas, venció la permanencia de la monarquía con el 54,7% de los votos. Este resultado no indicaba la impopularidad del republicanismo (que precisamente era la opción preferida según los sondeos de opinión), sino el rechazo a que el presidente de la república fuera nombrado y no elegido en las urnas.
La postura de Howard salió, por tanto, triunfante, aunque por un camino indirecto. En cualquier caso, el primer ministro, que desde el principio apostó por un referéndum vinculante sobre la cuestión, había anunciado que de tener la consulta un resultado favorable, la "República de Australia" iniciaría su andadura el 1 de enero de 2001.
Su administración lucha contra la inmigración para preservar la "inglesidad" del país.
Las repercusiones de la catástrofe terrorista del 11 de septiembre de 2001 en Estados Unidos incidieron con fuerza en el curso político de Australia, y quizá hasta decantaron el tercer triunfo electoral consecutivo de la coalición del LP y el NPA en los comicios del 10 de noviembre de ese año.
Muy cercano a la administración Bush, su política internacional "ha llevado a un deterioro de una 'cierta idea' de la diplomacia australiana, encerrando a su país de forma más visible y más franca que nunca en un papel de mero relevo de la influencia estadounidense", observa el geopolitólogo Olivier Zajec.
Los atentados coincidieron con la estancia de Howard en Washington D. C. en viaje de Estado y para asistir a los actos del 50.º aniversario del ANZUS. Precisamente, el día anterior sostuvo una reunión con el presidente George W. Bush en la Casa Blanca y efectuó una visita al Pentágono, destrozado por uno de los aviones suicidas horas después. De regreso con urgencia a Camberra, declaró que a su país se le planteaba "la ocasión para ir hombro con hombro con los americanos", pues asistía "a un asalto, no contra Estados Unidos, sino contra un modo de vida que compartimos".
Una vez en casa prometió a Washington todo el apoyo que requiriese para llevar a cabo su campaña militar contra el terrorismo mundial y, siguiendo el ejemplo de la OTAN en Europa, hizo aprobar por el Parlamento una resolución que invocaba la activación del artículo del Tratado del ANZUS sobre la respuesta colectiva a una agresión exterior. Con todo, el secretario general de la Commonwealth decidió trasladar a marzo de 2002 la 33 reunión de jefes de Gobierno que estaba previsto se celebrara en Brisbane del 6 al 9 de octubre, provocando el enfado del primer ministro.
A mediados de año el líder laborista, Kim Beazley, aventajaba a Howard en ocho puntos en los sondeos de opinión, y la prensa comenzó a hablar del ocaso político del LP, pero el efecto del 11-S, más el incremento semanas atrás de la vigilancia contra la inmigración ilegal -que fue del agrado de buena parte de la población- invirtió dramáticamente las fortunas del primer ministro. En agosto la Armada interceptó cerca de las costas australianas y devolvió a alta mar un buque mercante noruego con más de 400 refugiados asiáticos, afganos e irakíes en su mayoría, que habían sido rescatados de un ferry indonesio a punto de hundirse.
Al denegarles el asilo, el Gobierno de Howard fue acusado de xenófobo e inhumano fuera del país, pero la polémica decisión fue aplaudida por muchos australianos. Luego vivieron los ataques terroristas contra Nueva York y Washington, y Howard se apresuró a ligar su política de inmigración con la crisis de seguridad internacional suscitada, alegando que entre la desesperada boat people podían ocultarse terroristas.
Sobre esta eventualidad el francés Roland Jacquard, autor de una biografía sobre el fugitivo saudí Osama bin Laden, desvela que unos meses antes de la inauguración de los Juegos Olímpicos de Sídney (septiembre de 2000) la policía neozelandesa que investigaba las ramificaciones de una organización de inmigración clandestina y tráfico de pasaportes se encontró con que un comando terrorista islámico estaba listo para atentar contra un centro de investigaciones nucleares cercano a la ciudad.

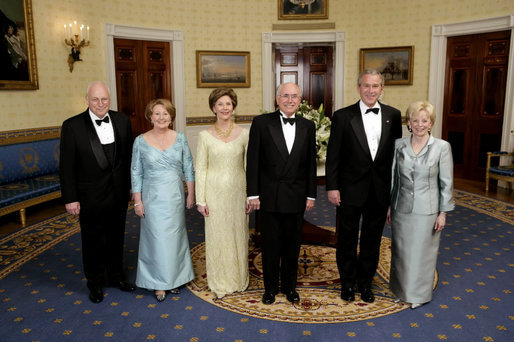
De izq. a der.: el Vicepresidente de los EE. UU. Dick Cheney, la Sra. Janette Howard, la Primera Dama Laura Bush, el primer ministro Howard, el Presidente George W. Bush y la Segunda Dama Lynne Cheney (2006)

Con un discurso similar al del británico Tony Blair, el premier australiano estuvo entre los primeros líderes mundiales en exponer al Parlamento de Australia y la opinión pública de su país la necesidad de contribuir con tropas a la campaña antiterrorista de Estados Unidos iniciada en Afganistán, en el marco de la coalición global promovida por Bush. Así, el 22 de octubre partió de Sídney con destino al océano Índico una fuerza anfibia formada por tres fragatas, cuatro cazabombarderos y 1.550 soldados, 150 de ellos fuerzas especiales de las SAS.
Cuando el Gobierno de Bush consiguió del Congreso una legislación especial antiterrorista que dificultaba la concesión de visados, Howard aprovechó el clima favorable para proponer nuevos endurecimientos en la política inmigratoria local. Al erigirse en comandante en jefe en los tiempos de incertidumbre y en paladín de la seguridad y la integridad nacionales, Howard subsanó con creces el desgaste acumulado antes del verano y se permitió soslayar los ejes del debate de campaña pretendidos por Beazley, cuales eran la situación de los sistemas educativo y sanitario, amén del repunte inflacionista y la desaceleración de la economía, que del 4,2% con que aún creció en 2000 iba a pasar al 2,4% en 2001.
El primer ministro insistió en que el país precisaba un liderazgo fuerte y centró sus propuestas en la seguridad interior, el compromiso internacional en la lucha contra el terrorismo y el desarrollo de los intercambios comerciales en el seno de la APEC. Fuera de esos ámbitos, se comprometió con el mantenimiento del superávit en las cuentas públicas y presentó un plan para la privatización de la mayor compañía de comunicaciones del país, la Telstra Corp. Ltd.
En el cierre de campaña la alianza oficialista era la amplia favorita y, efectivamente, se apuntó un triunfo inapelable con el 42,7% de los votos y 80 escaños, esto es, la misma mayoría absoluta que en 1998. Los cuatro escaños perdidos por el NPA fueron compensados con los mismos ganados por el LP, que subió al 37,1% del voto. Los laboristas a duras penas conservaron la condición de partido más votado y vieron reducirse su ventaja sobre los liberales al 0,8%. El 23 de noviembre Howard anunció el nuevo gabinete de coalición, en el que retuvieron sus puestos el líder nacional Tim Anderson (sucesor de Fischer en 1999) como vice primer ministro y el liberal Downer en Asuntos Exteriores.
Los críticos de Howard le han acusado de basar su tercera victoria consecutiva en la captación masiva de votantes del partido racista Una Nación (One Nation, ON) que promueve Pauline Hanson, estridente partidaria de la cuota cero para la inmigración de asiáticos y de retirar los programas sociales a los aborígenes. De hecho, ON, que hizo un espectacular debut en junio de 1998 en las elecciones al Parlamento de Queensland y meses después se colocó en las federales como el tercer partido más votado con el 8,4% de los sufragios, ha perdido ahora la mitad de los votos y su único senador.
La revisión de la incompatibilidad entre los discursos del LP y ON trazada por Howard se apreció poco antes de la polémica de agosto, cuando la sección del LP en el estado de Australia Occidental permitió a sus representantes locales decidir el orden de preferencia de voto recomendada a sus electores.
En enero de 2008, se incorporó a la agencia de comunicación Washington Speakers Bureau, junto a, entre otros, Tony Blair, Colin Powell y Madeleine Albright.
En 2017, se sumó a la campaña contra el reconocimiento del matrimonio entre personas del mismo sexo.